# Serpa (Salvador e Santa Maria)
Serpa (Salvador e Santa Maria) (oficialmente: União das Freguesias de Serpa (Salvador e Santa Maria)) é uma freguesia portuguesa do município de Serpa, com 443,73 km² de área e 5595 habitantes (censo de 2021). A sua densidade populacional é 12,6 hab./km².

## História
Foi criada aquando da reorganização administrativa de 2012/2013, resultando da agregação das antigas freguesias de Salvador e Santa Maria.

## Demografia
A população registada nos censos foi:
| Distribuição da População por Grupos Etários | Distribuição da População por Grupos Etários | Distribuição da População por Grupos Etários | Distribuição da População por Grupos Etários | Distribuição da População por Grupos Etários | Distribuição da População por Grupos Etários |
| -------------------------------------------- | -------------------------------------------- | -------------------------------------------- | -------------------------------------------- | -------------------------------------------- | -------------------------------------------- |
| Antes da agregação                           |                                              |                                              |                                              |                                              |                                              |
| Ano                                          | 0-14 anos                                    | 15-24 anos                                   | 25-64 anos                                   | >= 65 anos                                   | Total                                        |
| 2001                                         | 1022                                         | 870                                          | 3292                                         | 1379                                         | 6563                                         |
| 2011                                         | 844                                          | 703                                          | 3272                                         | 1414                                         | 6233                                         |
| Após a agregação                             |                                              |                                              |                                              |                                              |                                              |
| Ano                                          | 0-14 anos                                    | 15-24 anos                                   | 25-64 anos                                   | >= 65 anos                                   | Total                                        |
| 2021                                         | 718                                          | 551                                          | 2892                                         | 1434                                         | 5595                                         |